# ふさ十次
ふさ 十次（ふさ じゅうじ、1973年1月21日 - ）は、日本の漫画家。青森県出身。血液型A型。別名にかまくらなな。ボーイズラブ作品やティーンズラブ作品を主に手掛ける。

## 作品リスト

### ふさ十次名義
コミック
- Eggs（原作:ごとうしのぶ）
- お前しかいらない
- 福音
- 辣腕社長の昼と夜
- みつめるまなざし
- 待人は遠くにありて
- 十文字蓮二の苦難

挿絵
- いまでもあなたの夢をみる（上領彩）
- ロマンの嵐（まのあそのか）
- Christmas Song（大槻はぢめ）
- ムーン・ガーディアン（高円寺葵子）
- ハンドメイド（鈴木佑実子）
- 幸福な情景（火崎勇）
- LinS（烏城あきら）

### かまくらなな名義
- パッションガール
- 懲りないあたしたち
- くちびるの魔法
- 夏は金色の輝き
- タブーでもHしたいっ!
- Double love ring
- 愛しくてたまらない
- いけない・ヴィーナス
- 子羊は夜、豹変する